# DJ Quicksilver
Orhan Terzi, művésznevén DJ Quicksilver (Trabzon, 1964. június 28. –) török származású német techno/house/trance zenei producer és lemezlovas.

## Életpályája
Családjával néhány évesen Hattingenbe költözött. Pályája elején lemezlovasversenyeken is részt vett, művészneve is ebből az időből származik. 1997-ben "Bellissima" című dalával sikerült nemzetközi hírnévre szert tennie. Négy stúdióalbumot adott ki, valamint remixerként is ismert, olyan előadók dalainak feldolgozásával, mint Ian Van Dahl, Faithless vagy a The Verve.

## Diszkográfia

### Stúdióalbumok
- Quicksilver (1997)
- Escape 2 Planet Love (1998)
- Clubfiles One (2003)
- Clubfiles Two (2013)